# Prellenkirchen
Prellenkirchen är en ort och kommun i Österrike. Den ligger i distriktet Bruck an der Leitha i förbundslandet Niederösterreich, 50 km öster om huvudstaden Wien. 
Kommunen består av tre orter (Ortschaften) (inom parentes invånarantal 1 januari 2024):
- Deutsch-Haslau (357)
- Prellenkirchen (1 129)
- Schönabrunn (208)